# تذبذب (فيزياء)

التذبذب أو التواتر هو تغير متكرر لقياس ما حول قيمة مركزية محددة تسمى نقطة التوازن أو حول حالتين أو أكثر. يُسمى التذبذب المكيانيكي اهتزازاً. من الأمثلة على التذبذب حركة البندول الذي يتأرجح بين اليمين واليسار حول نقطة وسطية هي نقطة الاتزان، وايضاً الشكل الموجي للتيار المتناوب.
ولا ينحصر التذبذب في الأنظمة الفيزيائية فقط، بل نجده أيضا في دورات حيوية مثل دورة النباتات عبر فصول السنة أو في المجتمع الإنساني.

## تذبذب توافقي
ندرس هنا بغرض التوضيح الذبذبة التوافقية نظرا لأهميتها :
ويبين الرسم البياني ذبذبة توافقية ذات إزاحة
{\displaystyle y(t)} للمطال {\displaystyle y_{0}} والدورة {\displaystyle T}.
وتعطي القيمة {\displaystyle y(t)} مقدار الإزاحة عند الزمن {\displaystyle t} ، ويعطي المطال
القيمة العظمى للإزاحة . والدورة T هي الزمن الذي يتم فيه البندول ذبذبة كاملة ويصل بعدها إلى نفس نقطة البداية.
يسمى معكوس زمن الدورة f التردد.
أي أن:
{\displaystyle f={1 \over T}\quad }.
كما يوجد رمز آخر للتردد {\displaystyle \nu } ويقاس بوحدة بالهرتز .

## الذبذبة التوافقية والنظام الخطي
وتوصف الحركة المذبذبة بأنها ذبذبة توافقية إذا كانت القوة المتحكمة في النظام متناسبة تناسبا طرديا مع الإزاحة . وتسمى هذه الحالة أيضا في الرياضيات بالنظام الخطي ، حيث تتغير القوة خطيا مع الإزاحة. أي إذا تضاعفت القوة تضاعفت الإزاحة وهكذا.
ويمكن وصف تلك الحركة التوافقية بالمعادلة :
{\displaystyle y(t)=y_{0}\cdot \sin(2\pi ft+\varphi _{0})\,}
حيث:
{\displaystyle y_{0}}  = المطال
{\displaystyle \varphi _{0}}  = الطور عند الزمن = 0.
حيث يسمى:
{\displaystyle \varphi (t)=2\pi ft+\varphi _{0}\,}
الطور الكلي، كما يسمى :
f أو {\displaystyle \nu } التردد .
ويسمي حاصل ضرب التردد في {\displaystyle 2\pi } ,
التردد الزاوي = {\displaystyle 2\pi } . f
للحركة. وبإدخال تعبير التردد الزاوي يمكن اختصار المعادلات :
{\displaystyle y(t)=y_{0}\cdot \sin(\omega \,t+\varphi _{0})\,}
فإذا فاضلنا المعادلة بالنسبة للزمن نحصل على:
{\displaystyle v(t)=\omega \cdot y_{0}\cdot \cos(\omega \,t+\varphi _{0})\,}
حيث:
{\displaystyle v(t)} = سرعة الجسم المتذبذب.
وبإجراء التفاضل مرة ثانية :
{\displaystyle a(t)=-\omega ^{2}\cdot y_{0}\cdot \sin(\omega \,t+\varphi _{0})\,}
حيث:
{\displaystyle a(t)} = تسارع الجسم المتذبذب.

## اقرأ أيضًا
- تردد
- طول الموجة
- تردد فراغي
- طور موجة
- قانون ميرسين للتذبذب